# Le Guide du froussard
Le Guide du froussard est une série d'animation franco-américaine composée d'épisodes de 6 minutes environ et mélangeant des images filmées avec le dessin animé des personnages.
L'équipe se compose des personnages habituels des séries Scooby-Doo, dit le Scooby-Gang : Scooby-Doo, Sammy, Fred, Véra et Daphné.
La série est diffusée en France depuis décembre 2017 sur France 3.

## Synopsis
Le Scooby-Gang entame un nouveau périple aux quatre coins de la planète.
À bord de leur Mystery-Machine, la bande part à la recherche de châteaux hantés, de monstres légendaires et de mystères irrésolus à travers le monde. 

## Fiche technique
- Production : Warner Bros TV
- Réalisation : Louis Bizon, Jean- François rébeillard, Gilles Baillon, Marion Plantier , Nicolas Marie.
- Montage Son et mixage : Nicolas Vallée
- Musique additionnelle : Universal Publishing Production Music
- Pays d'origine : France et États-Unis
- Format : mélange d'images filmées et d'animation
- Genre : animation, fantastique, comédie, suspense
- Durée : 4 à 6 minutes
- Dates de première diffusion : décembre 2017 (France)

## Épisodes
Liste des episodes par ordre de diffusion :
Saison 1 (2017)
1. Le Monstre du Loch-Ness (Écosse)
2. La Momie (Égypte)
3. Le Hollandais volant (Afrique du Sud)
4. Le Curupira (Brésil)
5. Le Triangle des Bermudes (Mer des Sargasses)
6. Frankenstein (Allemagne)
7. Chupacabra (Mexique)
8. Leprechaun (Irlande)
9. La Bête du Gévaudan (France)
10. Gremlins (Angleterre)

Saison 2 (2018)
1. La Sirène (Scandinavie)
2. Les Zombies (Haïti)
3. Les Trolls (Island)
4. Le Minotaure (Crète)
5. Godzila (Japon)
6. Les Dragons (Pays de Galles)
7. Le yéti (Himalaya)[4]
8. Dracula (Roumanie)
9. Baba Yaga (Russie)
10. Le Rouxgarou (États-Unis)

## Distribution

### Voix françaises
- Caroline Pascal : Véra Dinkley
- Céline Melloul : Daphné Blake
- Éric Missoffe : Sammy Rogers / Scooby-Doo
- Mathias Kozlowski : Fred Jones